# Occupation de la France à la fin du Premier Empire
Pour les articles homonymes, voir Occupation de la France par l'Allemagne.
1815–1818
- Zone d'occupation par le Royaume-Uni
- Zone d'occupation par la Prusse
- Zone d'occupation par la Russie
- Zone d'occupation par le Bade et la Saxe
- Zone d'occupation par la Bavière
- Zone d'occupation par la Hesse et le Wurtemberg
- Zone d'occupation par la Suisse
- Zone d'occupation par la Sardaigne
- Zone d'occupation par l'Autriche

Entités suivantes :
- Royaume de France (Seconde Restauration)

L’occupation de la France à la fin du Premier Empire est une occupation décrétée par le second traité de Paris, après les Cent-Jours.

## La campagne de 1814 et la première invasion
En 1813, Napoléon, encore affaibli par la campagne de Russie de 1812, ne peut aligner qu’une armée de 300 000 hommes contre la plus grande coalition qu’il ait jamais eue contre lui (Angleterre, Russie, Prusse, Autriche et Suède).
Après la bataille de Leipzig, les troupes napoléoniennes sont contraintes de se retirer d’Allemagne. Dans toute l’Europe, les lieutenants de Napoléon (Eugène de Beauharnais en Italie, Soult en Espagne) subissent défaites sur défaites. La seconde moitié du mois de décembre 1813 marque l’entrée de 230 000 hommes des troupes coalisées sur le territoire français. Pour la première fois depuis 1792, le territoire français est envahi.
Face aux nombreuses troupes alliées, l’Empereur ne peut opposer qu’une armée de 60 000 hommes. Il entre en campagne en France en janvier 1814. Malgré des victoires obtenues sur des armées pourtant supérieures en nombre, Napoléon ne parvient pas à vaincre d'autant que la population est désormais hostile au régime et souhaite la paix. Les impôts ont augmenté pour financer la guerre et les pertes humaines sont trop élevées pour l’opinion publique. Les troupes alliées rejoignent donc rapidement Paris, dont le commandant, le maréchal Marmont, préfère signer l’armistice. Le 4 avril 1814, l’Empereur abdique et est envoyé en exil sur l’île d’Elbe.
C’est alors que commence la première occupation, d’avril à juin 1814. Les coalisés veulent en effet rétablir la stabilité en Europe, stabilité qu’ils n’ont pu obtenir depuis vingt-cinq ans à cause des agissements de la France. Ils souhaitent donc mettre en place un régime stable. Après diverses propositions (voir Première Restauration), les Alliés s’accordent sur un retour des Bourbons en la personne de Louis XVIII. Son frère le comte d'Artois (futur Charles X) réunit le Sénat le 14 avril et lui promet l'octroi d'une Constitution. Le 23 avril, il signe avec les alliés une convention préparée par Talleyrand et qui prévoit le retrait de la France dans ses frontières de 1792 ; la cession des places du Rhin dans un délai de 10 jours, de celles d'Italie dans les 15 jours, de celles d'Espagne dans les 20 jours, et de toutes les autres avant le 1er juin. Les garnisons pourront se retirer avec armes et bagages en emportant un canon pour 1 000 hommes ; aucun soldat ne sera gardé prisonnier ; le reste de l'artillerie, les munitions, cartes, plans et archives seront remis aux alliés. En tout, la France perd 50 forteresses et 11 000 canons.
Les cantonnements des troupes alliées sont répartis comme suit :
- Grande armée alliée :
  - Garde impériale russe et réserve, plus la Garde autrichienne, à Paris
  - Intendance en Seine-et-Oise
  - 6e corps (Nikolaï Raïevski) dans la Marne
  - 5e corps (Carl Philipp von Wrede) dans les Vosges et la Meurthe
  - 4e corps (Guillaume de Wurtemberg) dans l'Yonne et l'Aube
  - 3e corps (Ignácz Gyulay) dans la Côte-d'Or
  - Réserve de cavalerie autrichienne dans la Haute-Marne
- Armée de Silésie :
  - Corps Vorontsov dans l'Oise
  - Corps Langeron dans l'Aisne
  - Corps Sacken dans les Ardennes
  - Corps Yorck dans le Pas-de-Calais
  - Corps Kleist dans la Somme
- Armée du Sud dans le Mont-Blanc, l'Isère, le Léman, le Rhône et la Saône-et-Loire[3].

Une partie du Midi est occupée par l'armée britannique, espagnole et portugaise de Wellington. Après la bataille de Toulouse, le 10 avril, il occupe la ville d'où les troupes françaises se sont retirées. Les notables toulousains veulent proclamer immédiatement la restauration des Bourbons mais Wellington, peu soucieux de s'engager politiquement, leur répond qu'il doit attendre le résultat du congrès de Châtillon. Ce n'est que deux jours plus tard que la nouvelle du changement de régime parvient à Toulouse. Les troupes britanniques se conduisent avec une correction parfaite jusqu'à la fin de l'occupation, la plus grande partie restant au bivouac hors de la ville ; seul le corps du général Hill campe intra muros.

## Le premier traité de Paris (1814)

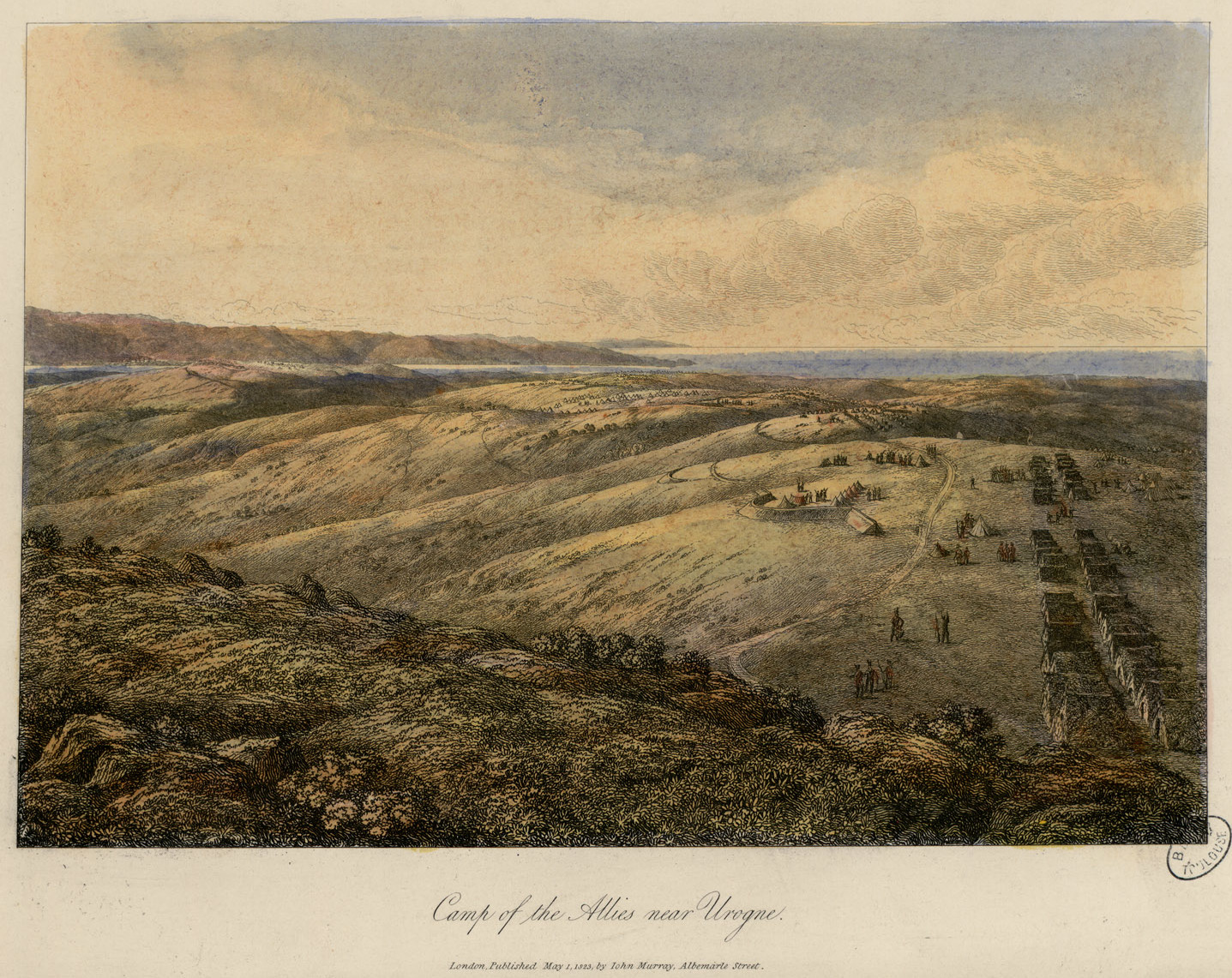
Un camp des troupes alliées en France.

Le 30 mai 1814, les ambassadeurs des royaumes coalisés signent avec le nouveau royaume de France le premier traité de Paris. Conscients que la position délicate des Bourbons oblige à des concessions, les Alliés restent relativement cléments. La France est réintégrée dans ses frontières de 1792. Elle perd essentiellement ses conquêtes coloniales (Tobago, Sainte-Lucie et l’isle de France), mais elle ne subit ni occupation étrangère, ni sanction financière. Elle obtient même une représentation au congrès de Vienne.
Le tsar Alexandre est le principal artisan de ce traité. Arrivé en France avec la ferme intention de liquider le régime napoléonien pour instaurer une république, il souhaite que la France puisse se redresser suffisamment vite pour reprendre sa place dans le concert européen. La Russie, rivale du Royaume-Uni qui l'a affrontée lors de la guerre anglo-russe (1807-1812), tient à conserver un allié potentiel.
Les Alliés décident de rester jusqu’à l’établissement d’une constitution royale. Le 4 juin 1814, Louis XVIII octroie la Charte constitutionnelle. Rassurée par le nouveau régime et le réel désir de paix de la population française, les troupes alliées évacuent peu à peu le territoire.

## Les Cent-Jours et la seconde invasion
Cependant, la situation ne demeure pas stable. Le régime de la Restauration, qui se voulait pourtant générateur de paix et de prospérité, peine à les garantir. La soif de vengeance des émigrés fraîchement rentrés en France fait peur. Les acquéreurs de biens nationaux et les anciens soutiens au régime impérial craignent des représailles. D’autant que la nouvelle monarchie a licencié et réorganisé une partie de l’armée pour cause de difficultés financières. Ces soldats dispersés alimentent le climat d’instabilité et de nostalgie à l'égard de l’Empire. Les mêmes difficultés financières achèvent de miner le régime, la hausse des impôts provoquant une vague de mécontentement.
C’est dans ce contexte difficile que Napoléon s’enfuit de l’île d’Elbe et débarque à Golfe-Juan. Le 20 mars 1815, l’ancien empereur entre au palais des Tuileries, abandonné la nuit précédente par Louis XVIII. Le roi s'enfuit à Gand, entouré de fidèles et du maigre reste des troupes étrangères stationnées en France depuis l'invasion de 1814.
En revenant sur le trône de France, l’Empereur rompt à la fois les engagements pris lors de son abdication le 4 avril et ceux du traité du 30 mai 1814, signé entre la France et les puissances coalisées. La reprise du pouvoir par Napoléon remet en cause la stabilité souhaitée par tous les régimes monarchiques en établissant, le 22 avril 1815, l'acte additionnel aux constitutions de l'Empire. Ceux-ci, surpris par la nouvelle lors du congrès de Vienne, décident d'agir rapidement afin de neutraliser Bonaparte. Les Alliés mobilisent leurs troupes et partent à la rencontre de l’armée impériale à travers les plaines de Belgique. La campagne de Belgique de juin et juillet 1815 se solde par la défaite de Napoléon à Waterloo le 18 juin 1815. Dès la fin du mois, le territoire français est de nouveau envahi par les troupes coalisées, pendant que, dans le même temps, Louis XVIII rentre en France. Ce retour dans un contexte d'invasion vaut d'ailleurs au roi de France la réputation d'être revenu dans les « fourgons de l'étranger ».
Louis XVIII arrive à Paris le 8 juillet 1815 et, dissout, par ordonnance royale, du 16 juillet 1815, l'armée impériale. Le roi forme un gouvernement avec Talleyrand et Fouché. Cependant, l'autorité du nouveau gouvernement est toute relative, car les Alliés occupent le territoire. Près de 1 250 000 hommes occupent alors 58 départements. Les états-majors coalisés mettent en place des districts, correspondant à un département. Chacun d'entre eux est dirigé par un gouverneur militaire et un gouverneur administratif. Ces deux gouverneurs sont assistés dans leur tâche par un comité de district composé du préfet, des sous-préfets, des maires et des conseillers municipaux. Les gouverneurs installés en province essaient de ménager leurs propres troupes et les Français, toujours dans ce souci d’éviter une instabilité dangereuse. Par ordonnance royale du 11 août 1815, les légions départementales sont créées.
Néanmoins, sur le plan diplomatique, les ambassadeurs coalisés font traîner les négociations en longueur. En effet, pendant toute cette période floue les troupes étrangères vivent sur le pays, au moyen de réquisitions. Le gouvernement fait appel aux propriétaires, négociants et rentiers pour régler les charges de l'occupation. Une ordonnance royale de Louis XVIII lève un emprunt forcé de 100 millions de francs pour payer ces frais. Les prêteurs sont assurés que l’État royal les remboursera ultérieurement. Les états-majors alliés entendent profiter au maximum de cette manne qui finance leurs troupes.

## Le second traité de Paris (1815)
Cette occupation officieuse se solde le 20 novembre 1815 par le second traité de Paris. 
Les Alliés, particulièrement mécontents d'avoir été une nouvelle fois mis en danger par la France, souhaitent imposer des conditions drastiques au pays. Cependant, cette volonté générale n'est qu'une façade. En effet, la Russie et l'Angleterre trouvent cette fois un point d'entente sur le fait de ne pas trop humilier et affaiblir la France. La Prusse et l'Autriche, pays les plus engagés sur le continent européen, font craindre aux deux autres alliés une trop grande puissance du monde germanique. L'objectif des deux partenaires est donc de punir la France tout en faisant en sorte qu'elle puisse recouvrer rapidement sa souveraineté, et même sa puissance, afin de contrebalancer ces monarchies d'Europe centrale.
Le traité signé le 20 novembre 1815 par les quatre puissances alliées (Angleterre, Russie, Prusse et Autriche) est donc drastique en bien des points. La France est ramenée à ses frontières de 1790, elle perd, au profit de la Prusse et des Pays-Bas : Landau, Sarrebruck, Sarrelouis, Bouillon, Philippeville et Mariembourg, ainsi que les conquêtes territoriales des armées révolutionnaires en 1790-1792. Sur le plan financier, la France est contrainte de payer 700 millions de francs d'indemnités, régler les traitements des troupes des anciens États soumis aux armées napoléoniennes, mais surtout entretenir à ses frais une armée d'occupation de 150 000 soldats sur les territoires frontaliers du pays pour une durée de cinq ans. C'est le début de l'occupation dite de « garantie ». Les troupes alliées sont réparties comme suit : Anglais dans les départements du Nord, Russes dans les Ardennes, Autrichiens dans l'Est et Prussiens en Meuse.

## L'occupation alliée en France de 1815 à 1818

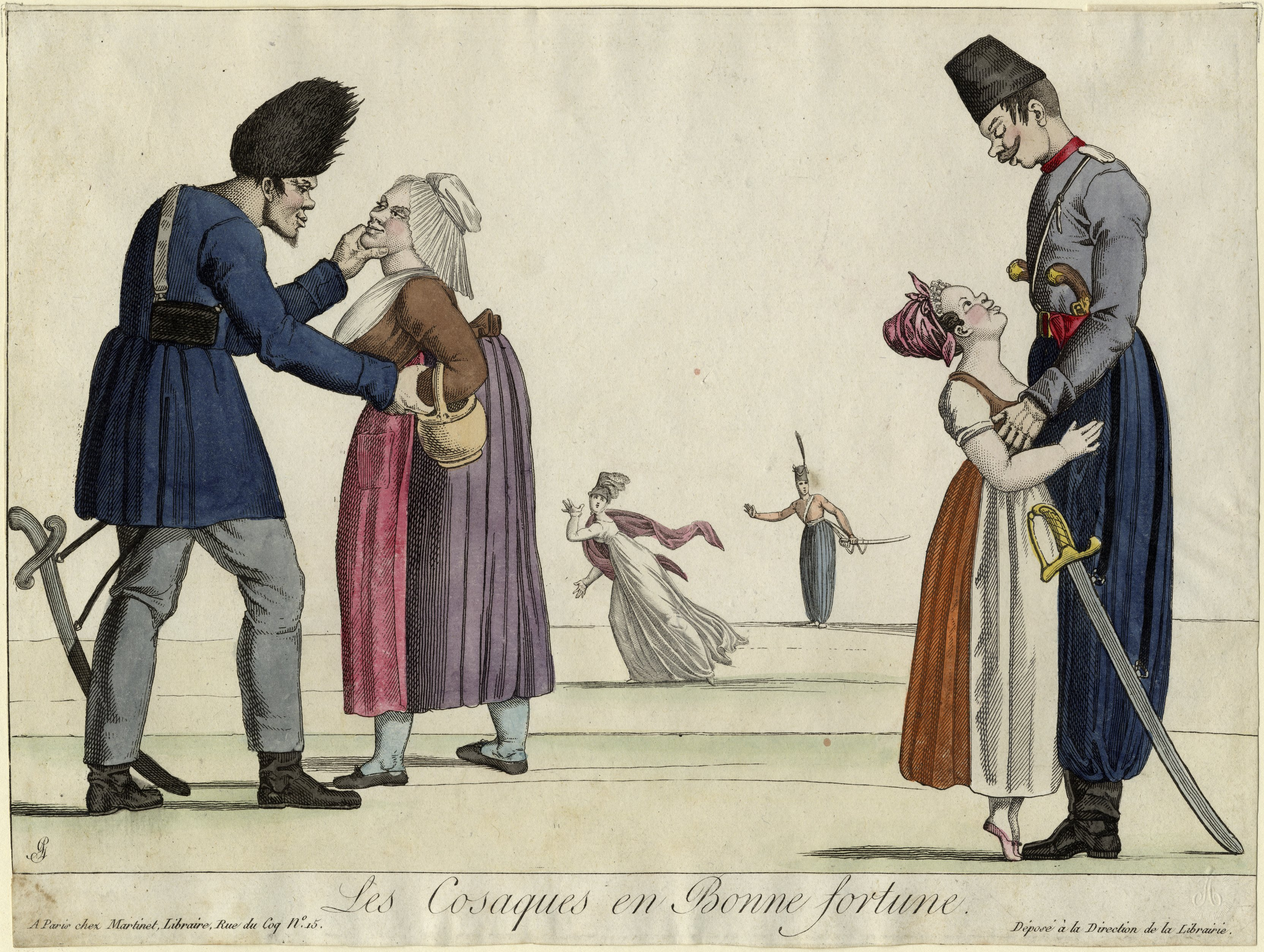
Les cosaques en France.

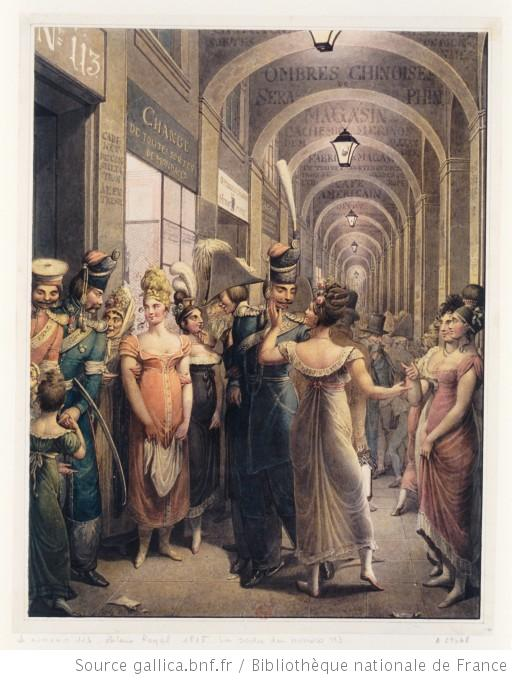
Cosaques au Palais-royal en 1815.

À compter du 20 novembre 1815, les troupes alliées excédentaires doivent quitter le territoire français avec leurs armées d'origine. Restent sur le territoire 150 000 hommes des quatre armées anglaise, russe, prussienne et autrichienne. Les troupes se redéploient et se portent sur les départements frontaliers. Le corps britannique est commandé par le duc de Wellington, le vainqueur de Waterloo, l'armée autrichienne par le baron de Frimont, un ancien émigré passé au service de l'Autriche, le général Vorontsov pour les Russes.
Très vite, les difficultés liées à l'occupation apparaissent dans les territoires concernés. Les troupes étrangères doivent être nourries et logées. Par la convention additionnelle au traité du 20 novembre 1815, la France s'engage à régler les dépenses de bouche, d'habillement et de casernement des armées d'occupation alliées. L’État royal ne possédant pas assez de réserves pour faire face aux dépenses, il délivre la possibilité aux communes d'utiliser les centimes additionnels des impôts pour les affecter aux dépenses de casernement. Le ministère de la Guerre annonce qu'il ne prendra en charge les dépenses liées à l'occupation qu'à compter du 1er février 1816.
L'afflux de bouches à nourrir dans les territoires occupés provoque une hausse drastique des prix du grain. D'autant que l'éruption du volcan Tambora en 1815 engendre des conditions climatiques hautement néfastes pour les récoltes. Le cours des denrées de subsistance augmente, accroissant le mécontentement populaire. Ce facteur combiné à celui de l'occupation engendre rumeurs bonapartistes et mauvais gré face aux autorités chez les classes populaires. La classe moyenne supérieure reste quant à elle loyale et gagne en confiance dans le nouveau régime.
À compter du 1er février 1816, le ministère de la Guerre prend à sa charge les dépenses liées au casernement des troupes étrangères. Les communes réclament une partie des sommes qu'elles ont eu à débourser pour nourrir et loger les troupes dans les premiers mois de l'invasion. De nombreux litiges mettent aux prises l'État royal et les communes, le processus de remboursement des charges de guerre et d'occupation se poursuivant jusque dans les années 1840.
Au niveau local, la population s'accoutume peu à peu à l'occupation étrangère, rendant la vie dans les provinces occupées moins difficile. Néanmoins, au niveau national, le poids financier de l'occupation se fait particulièrement ressentir. Le nouveau chef du gouvernement, le duc de Richelieu, cherche à tout prix à mettre fin au gouffre financier que représente l'occupation alliée. Avec son ministre des Finances, le baron Corvetto, Richelieu négocie auprès de la banque anglaise Barings et de la banque hollandaise Hope afin de placer des titres de la rente française en échange d'un apport financier permettant de solder une partie de l'indemnité de guerre. Sous la pression des milieux politiques anglais qui souhaitent voir la France reprendre pied le plus vite possible, les banques accordent ces prêts.
En novembre 1818, le duc de Richelieu demande une entrevue aux coalisés afin de revoir les conditions de l'occupation. Le congrès d'Aix-la-Chapelle marque la fin de l'occupation étrangère dont le terme est prévu en 1818. La France obtient une réduction des indemnités de guerre à payer et rejoint le traité de Sainte-Alliance, système diplomatique destiné à stabiliser et pérenniser l'Europe des monarques.
Sitôt le nouveau traité signé, les dispositions des habitants à l'égard des troupes occupantes changent. Le modus vivendi qui s'était mis en place peu à peu se fissure, les incivilités se multiplient. Les autorités centrales demandent instamment aux préfets de mettre fin à ces agissements, car elles craignent que les Alliés ne révisent leur jugement. Certains corps d'armée sont toutefois remerciés à leur départ pour leur bonne conduite, à l'instar de celui du baron de Frimont à Colmar. Au printemps 1819, l'ensemble des troupes alliées ont évacué le territoire français.